# 大雪山黒岳スキー場
大雪山黒岳スキー場（だいせつざんくろだけスキーじょう）は北海道上川郡上川町にあるスキー場である。りんゆう観光運営。
大雪山系・黒岳の五合目にある大雪山層雲峡・黒岳ロープウェイ黒岳駅の上部に位置する。毎年11月初旬頃から5月下旬頃までオープン。

## コース
3つのコースがある。リフトは黒岳ペアリフトを利用。

## アクセス
層雲峡温泉にある黒岳ロープウェイ山麓駅までのアクセスは以下の通り。

### バス
- JR石北本線旭川駅・上川駅から道北バスで「層雲峡」下車。
- 北見市・帯広市方面からは都市間バスが運行。層雲峡下車。

### 自家用車
- 旭川市からは、国道39号で層雲峡温泉街へ。
- 旭川空港からは、北海道道37号鷹栖東神楽線か北海道道90号旭川環状線から国道39号へ。
- 新千歳空港・札幌市方面からは、道央自動車道を経由し旭川紋別自動車道上川層雲峡インターチェンジから国道39号経由で層雲峡温泉街へ。